# Tail Concerto
Tail Concerto é um jogo eletrônico do gênero Ação/Aventura, em estilo anime, desenvolvido pela CyberConnect2 para o Playstation. Foi publicado pela Bandai no Japão, em 1998, e, também pela Atlus, nos Estados Unidos em 1999. Existe um jogo com mesmos personagens para o Nintendo DS chamado Solatorobo.

## Jogabilidade
Um dos pontos fortes do jogo. Waffle pilotando seu Robô Policial, pode fazer diversos movimentos como correr, pular, agarrar diversos itens, objetos e inimigos, e também possui uma arma que atira bolhas, usada para prender os gatinhos da gangue dos BlackCats para depois captura-los mais facilmente, ou para destruir armas e outras bugigangas usadas pelos mesmos.
Em algumas fases Waffle ainda pode se pendurar, escalar e saltar de um pilar ao outro, dando uma grande variedade de movimentos que deixam o jogo bem divertido.
Outra característica a se lembrar, é a grande ausência de "muros invisíveis", comum em grande parte dos jogos do gênero em 3D, que são lugares em que literalmente um muro invisível lhe impede de alcançar. Por causa disso também, é comum cair dos cenários muitas vezes, pelo fato da história se passar em pedaços de continente no céu. Mas cair não quer dizer fim de jogo, apenas perda de parte da energia vital do personagem, que pode ser recuperada através de itens como ossinhos de cachorro, ração... E há também como encontrar apitos que são os "continues" do jogo. Quando o robô quebrar (quer dizer que perdeu toda sua energia vital) é só usar um desses para que o Robô Policial seja consertado e você pode continuar o jogo novamente.
Ao decorrer da história também é possível ganhar itens como JetPack, que permite que o robô de Waffle voe livremente pelo céu, porém, infelizmente este item só pode ser usado em uma área específica. E também no final do jogo, a arma de atirar bolhas do Robô de Waffle é mudada para uma arma que atira tiros de energia mesmo, mas só pode ser usada lá na área do chefe final mesmo.

## Outras coisas no jogo
O jogo possui animações em tempo real, que são as que ocorrem no jogo mesmo, usando os próprios modelos de personagem do jogo, acompanhada de muitos trechos dublados e com imagens que variam as expressões dos personagens. Tudo em estilo anime muito bem trabalhadas e dando aquele ar "cute" clássicos dos animes. Há também animações em vídeo animadas de verdade, como um anime, e, essas são as melhores cenas que se pode ver no jogo, toda a animação é muito bem feita com boas frames por segundo, cores, e, traços da melhor qualidade.

## Som e música
A canção de abertura da versão japonesa do jogo "For Little Tail", é totalmente cantada, e a performance é feita por KOKIA, uma cantora do Japão famosa por cantar canções temas de animes e games como Brain Powerd.
A canção de abertura da versão Americana é uma composição instrumental original.